# Riksby
Riksby är en stadsdel i Västerort inom Stockholms kommun. Den ligger i Bromma distrikt och tillhör Bromma stadsdelsområde. Stadsdelen gränsar till Ulvsunda, Abrahamsberg, Stora Mossen, Åkeslund, Åkeshov, Norra Ängby, Bromma Kyrka, Eneby, Bällsta, Mariehäll och Ulvsunda industriområde. 

## Historik

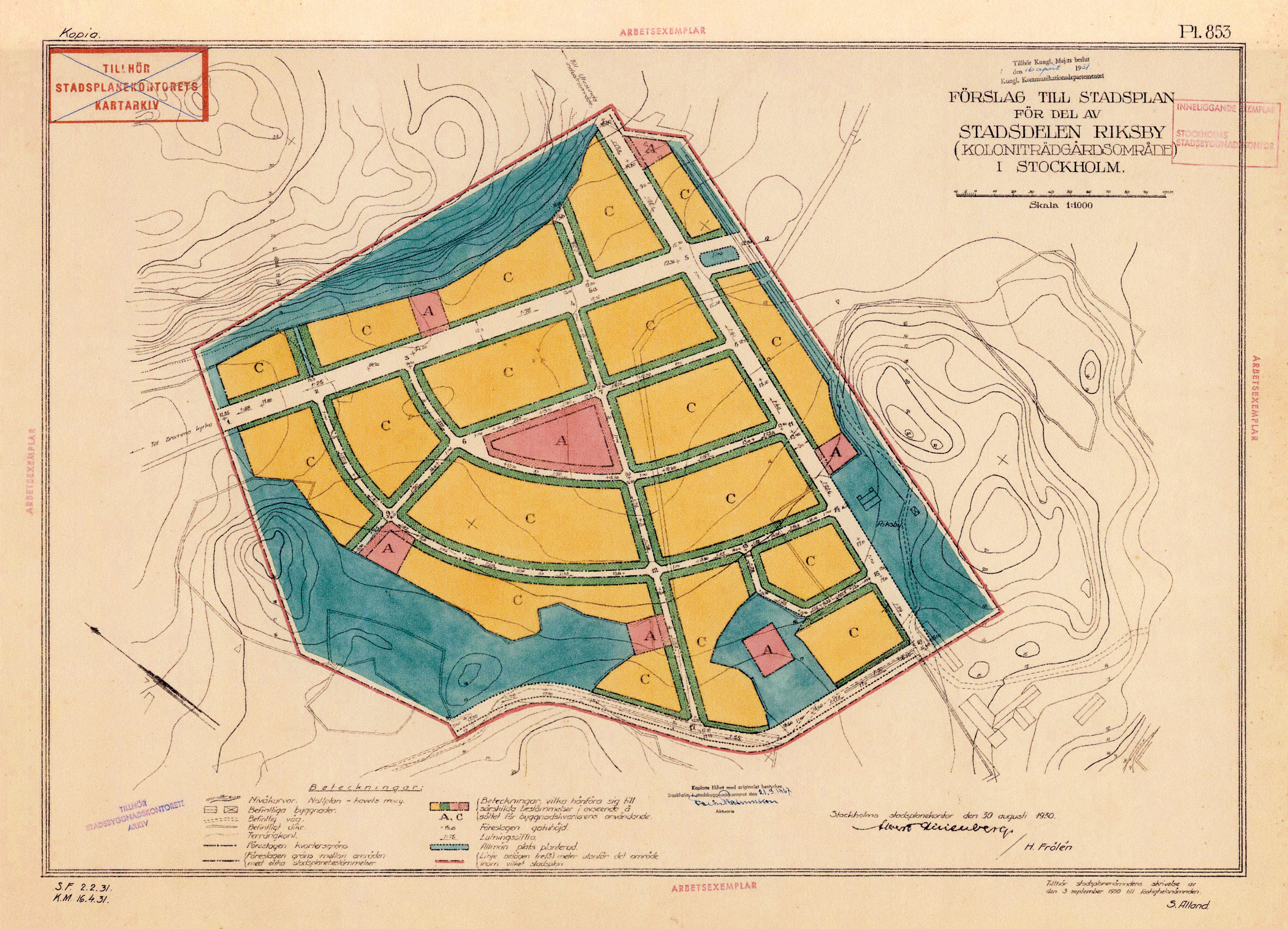
Stadsplanen för Riksby koloniträdgårdsområde, 30 augusti 1930.

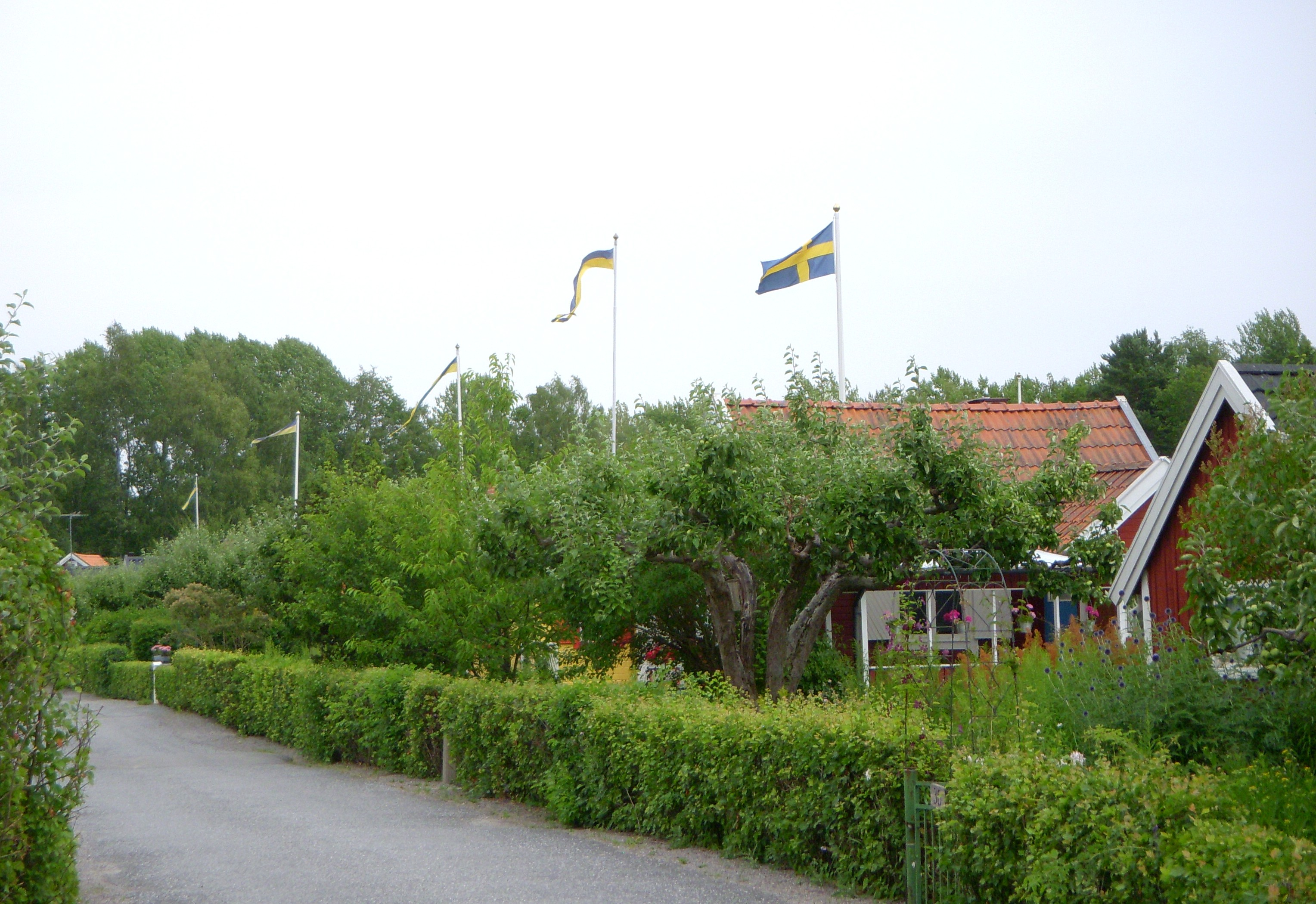
Koloniträdgårdsföreningen Linnéa.

Namnet Riksby härrör från en medeltida by som låg mellan Lillsjön och Bromma flygfälts södra del. Området tillhörde tidigare Åkeshovs slott, men Stockholms stad köpte marken 1904. På Åkeshovs slotts mark skapades stadsdelarna Nockeby, Nockebyhov, Höglandet, Åkeslund, Åkeshov och delar av Riksby. År 1930 blev Riksby kolonistugeområde. Då flyttade stugägarna till Riksby från den gamla Fredhällskolonin på Kungsholmen. Stadsdelen bildades 1934. 1939 bestämde man att området skulle bebyggas med hyreshus och följande år fick kolonisterna flytta till Glia och Kortenslund. Under mellankrigstiden tillkom flera koloniområden i Bromma. Riksby koloniträdgårdsområde tillkom, som ovan nämnts, 1930. Iris Glia och Iris Riksby bildades 1939. Kortenslund anlades 1939-1940. Kortenslund var namnet på det gamla torp som en gång låg på den plats där kolonin nu finns.
Området för Riksby koloniträdgårdsområde är stadsplanerat. Det är däremot inte de intilliggande koloniområdena Iris Glia, Iris Riksby och Koloniträdgårdsföreningen Linnéa, även kallad Kortenslund. Riksby koloniträdgårdsområde är en av de få koloniträdgårdar i Stockholm som är fastställa i en stadsplan med officiella kvarter och vägar och det är ett av de fyra koloniområdena, som ligger som ett pärlband runt södra och sydvästra sidan av Bromma flygplats. Enligt Stockholms stadsbyggnadskontor ingår de i områden där särskild uppmärksamhet behöver ägnas åt kulturhistoriska värden.

### Namnet och gravfältet
Namnet Riksby omtalas första gången 1409, och då skrivs det Rodhgersby. I en handling från 1447 skrivs namnet rödgorzsby och 1451 rodgersby. Förleden innehåller det fornsvenska mansnamnet Rödhger, enligt Jöran Sahlgren. I jordeböckerna möter skiftande skrivningar av namnet: Rygelssebi 1539, Rigelsseby Rygelssebj 1542, Rÿckilssbÿ 1553, Rigisbÿ 1583, Richesby 1590. Rÿckzbÿ 1613, Rickebÿn 1631, Richzbÿ 1686 och Ricksbÿ 1715. Riksby ingick från och med år 1630 i det storgods som Åke Axelsson (Natt och Dag) skapade. Efter honom fick godset namnet Åkeshov. Till omkring år 1930 fanns gården Riksby kvar och den låg strax norr om Riksbyskolan, byggdes 1944 på Riksbyvägen 40-42, idag är det Internationella Engelska Skolan. Gården Riksby låg i södra delen av det koloniområde, som då stadsplanerades och utbyggdes. Ett gravfält, RAÄ12, finns nära den forna bebyggelsen, förmodligen är gravfältet från yngre järnålder, troligen från vikingatiden.
När Riksby byggdes undersöktes fyra runda stensättningar här. I öster, strax söder om Dukvägen, finns gravfältet RAÄ14 från yngre järnålder. Det gravfältet har 15 gravar, varav 2 högar och 12 runda stensättningar och en osäker rektangulär stensättning, som delvis är undersökt. Gravfältet ligger också intill hus och vägar i Riksby inom området för det tidigare Nora gård i Bromma. I marken mellan husen går det att skönja förhöjningar. Öster om gravfältet ligger en hög, RAÄ15, som är 7 meter i diameter med mittsten. Högen är delvis undersökt, den finns i kvarteret Handduken i en liten park intill och söder om Dukvägen och norr om Drottningholmsvägen. De nämnda gravarna bör ha tillhört Nora gårds föregångare under forntiden. Det är troligt att runristningarna vid berghällen vid Drottningholmsvägen syftar på boende på gården.

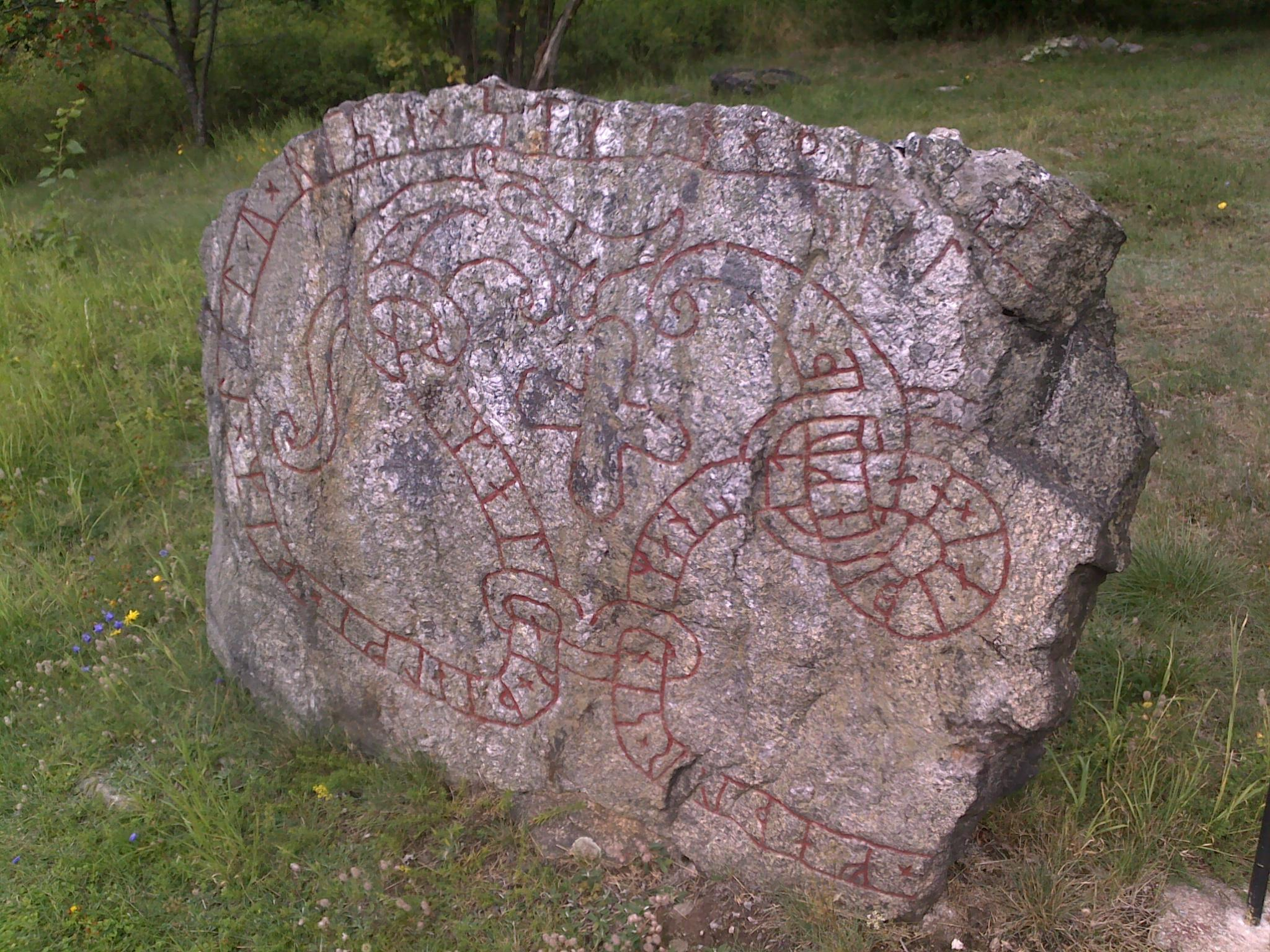
Glia runsten som står inne vid flygfältsområdet vid Lintagravfältet i Riksby (RAÄ 32). Runstenen restes på 1000-talet. Runstenens överdel och högra sida är skadade.

På nuvarande Bromma flygfält låg under medeltiden och till cirka 1785 Glia by. I samband med att Bromma flygfält skulle byggas i mitten av 1930-talet röjdes gravfältet fram. Glia gravfält (RAÄ39) är från yngre järnålder och har använts från 500-talets mitt e.Kr. till 1000-talets mitt. I sluttningen mot Lillsjön vid Ulvsunda kvarn låg Linta forntida by. Under 1600-talets senare hälft kom ägorna under Ulvsunda och då avhystes byn och raserades.
Brommas största gravfält finns på den höjd, som sträcker sig in på flygfältets område. Linta gravfält (RAÄ28) består av 87 kända högar, rösen och stensättningar. Gravfältet har troligen närmare 100 gravar. Gravarnas ålder är något oviss, eftersom bara två av gravarna har undersökts. Enstaka gravar är från vendeltid (550-800 e.Kr.), men merparten är anlagda under vikingatid ( 800-1050 e.Kr.). Området har också flera husgrunder och en brunn.
En runsten, Gliastenen, finns nedanför höjdens sydvästra sida där den forna Gliavägen gick. Gliavägen var förbindelsen mellan Ulvsunda och Bromma kyrka. Glia runsten stod tidigare på Glia gravbacke, men flyttades till sin nuvarande plats i samband med att flygfältet byggdes. Runstenen står nu vid Linta gamla gravbacke på östra sidan av vägen från Kvarnbacksvägen till golfbanan på flygfältet. Således ska gravfältet Linta inte kopplas samman med själva runstenen Glia. Runstenen befinner sig mitt emellan Kvarnbacksvägen och återvinningsstationen intill flygfältet. En möjlig tolkning är att stenen restes på 1000-talet, troligen till minne av den vägbyggare, som anlade en "bro" över sankmarken mellan Linta och Glia. Ornamentiken består av en drakslinga, lagd runt runstenens kanter och med huvud- och stjärtändarna sammankopplade nertill. I mitten finns ett kors, som var den kristna symbolen. Runstenens inskription från 1000-talet lyder i moderniserad form: "Gammal och Tjälve de läto resa denna sten efter sin fader, en dugande man. Gud hjälpe hans själ!"

### Runristning, bildristning och Norrby båtsmanstorp

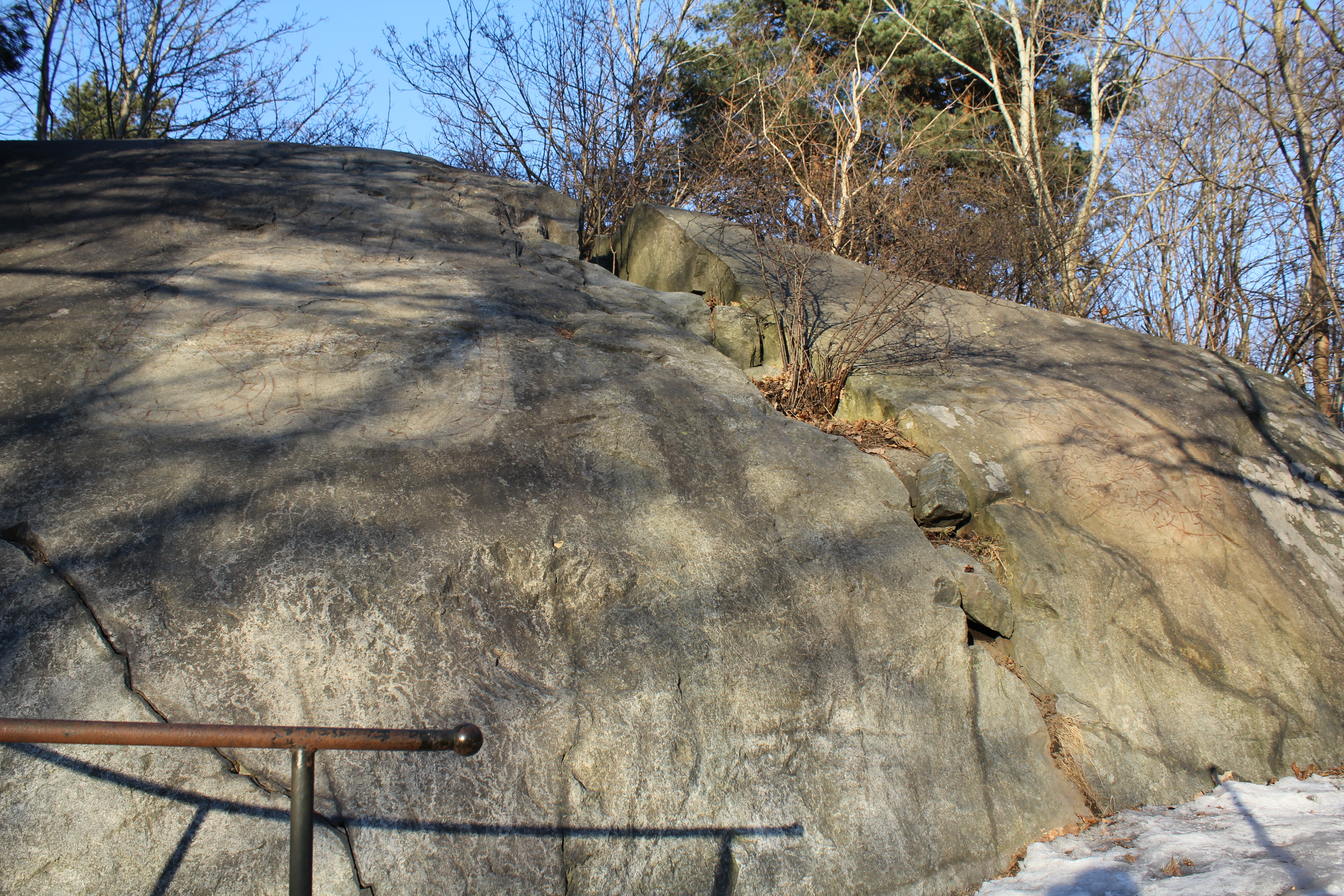
Runristningarna U58 och U59 på berghällen vid Drottningholmsvägen i Riksby.

Riksby har flera sevärdheter som till exempel runristningarna vid Drottningholmsvägen, bildristningen vid Kvarnbacksvägen och det gamla Norrby båtsmanstorp.
Runristningen på berghällen ligger vid Drottningholmsvägens norra sida i Riksby ligger på vänster hand mot staden sett, strax före Riksbyvägen. Där finns det två runristningar på en sluttande fast berghäll på krön. Berghällen ligger på en höjd norr om Drottningholmsvägen ungefär mitt emellan Brommaplan och korsningen Drottningholmsvägen och Hemslöjdsvägen. Före 1700-talet låg gården Nora alldeles intill. Runhällen, som har två runristningar från 1000-talet, huggandet bedöms ha ägt rum omkring år 1070, upptäcktes i samband med bärplockning år 1904 och hade under århundraden varit övertäckta med jord och mossa. Detta är anledningen till att de fortfarfande är så väl bevarade. Den vänstra ristningen, U58, har följande text: "Sigvid och Sigrev läto rista denna sten efter Sinar, sin fader." Den högra texten, U59, lyder: "Närt lät rista dessa runor efter sin fader Faste. Ulv högg."
Bildristningen, Riksbyristningen, ligger ett trettiotal meter in i ett skogsparti i höjd med Hemslöjdsvägen. Det är en lodrät klippa nära Riksby gamla gravfält med en bildristning, som anses vara Oden och Tor, men den är troligen från historisk tid, 1600-1800-tal. Men ristningens ålder är svårbedömd, och kan vara från 900-talet e.Kr., säger en del källor. Bildristningen är placerad i en nisch i berget och det gör det troligt, att det har funnits en kultplats här. Ristningen, som föreställer två män, är troligen de hedniska gudarna Oden och Tor. Oden har sina båda korpar Hugin och Munin och Tor är utrustad med sin hammare Mjölner. Hugin och Munin var Odens korpar i nordisk mytologi. Tor var en fornnordisk åskgud. I fornnordisk mytologi är Mjölner åskguden Tors hammare.
I Riksby är det lilla båtsmanstorpet, Norrby båtsmanstorp, den enda äldre byggnaden, som finns bevarad. Det är en stuga och en bod från slutet av 1700-talet. Byggnadsåret för både torpet och boden är antagligen år 1790. I parboden, som ligger strax intill, hade båtsmanen förr sina kreatur, såsom get, får och en eller två kor. Torpet låg på Riksby gårds ägor, som sedan 1530 hörde till Åkeshov. I torpet på Riksby gårds ägor bodde "nr 60" av de fem båtsmän, som fanns i Bromma socken. Rotehållare var Riksby, Nora och Norrby gårdar. Nora och Norrby gårdar låg under Ulvsunda säteri. Båtsmännen hade alltid ett båtsmansnamn. På Riksby rote hette de tidigare båtsmännen Wollter, Bröms, Norberg och Wiberg, men från 1827 tog de sig namnet Norrby. På grund av detta fick torpet sitt namn. En försöksodling av trädgårdsprodukter startades vid båtsmanstorpet 1924. Då flyttade en trädgårdskonsulent in i huset. Odlingen blev mycket betydelsefull för småstugeägarna och för odlarna vid de stora koloniområdena intill flygfältet. Det blev en omfattande odling av fruktträd, buskar, klängväxter och blommor, som kom att pryda tomterna runt om i Bromma. Trädgårdskonsulenerna gav råd och inspiration. Verksamheten pågick till 1943. År 1945 flyttades försöksodlingen till orangeriet vid Åkeshov. Torpstugan vid Norrby båtsmanstorp var bebodd till 1941.

### Bildgalleri

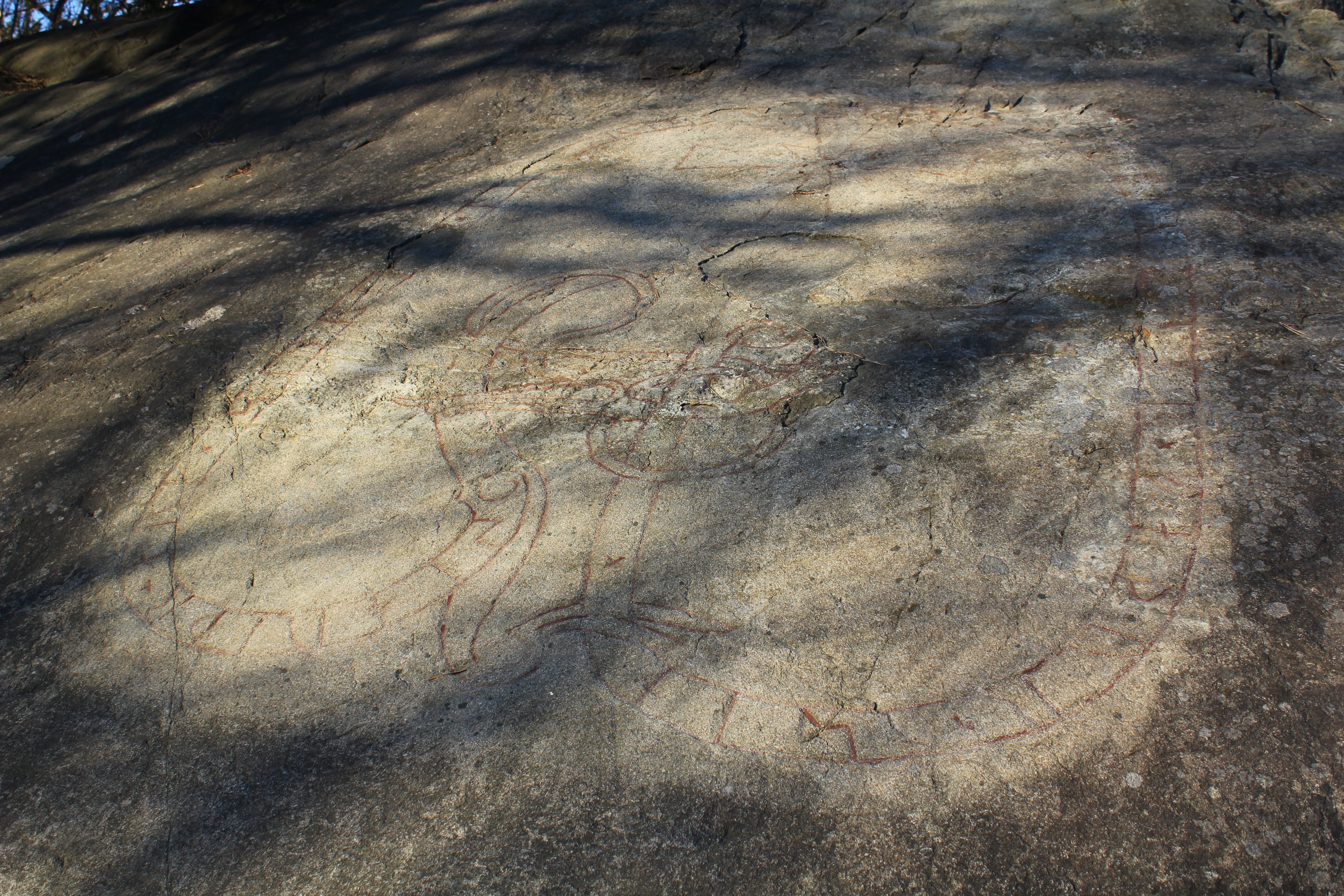
Runristningen, Riksbyhällen, på berghällen, U58, är mycket konstnärligt utförd.
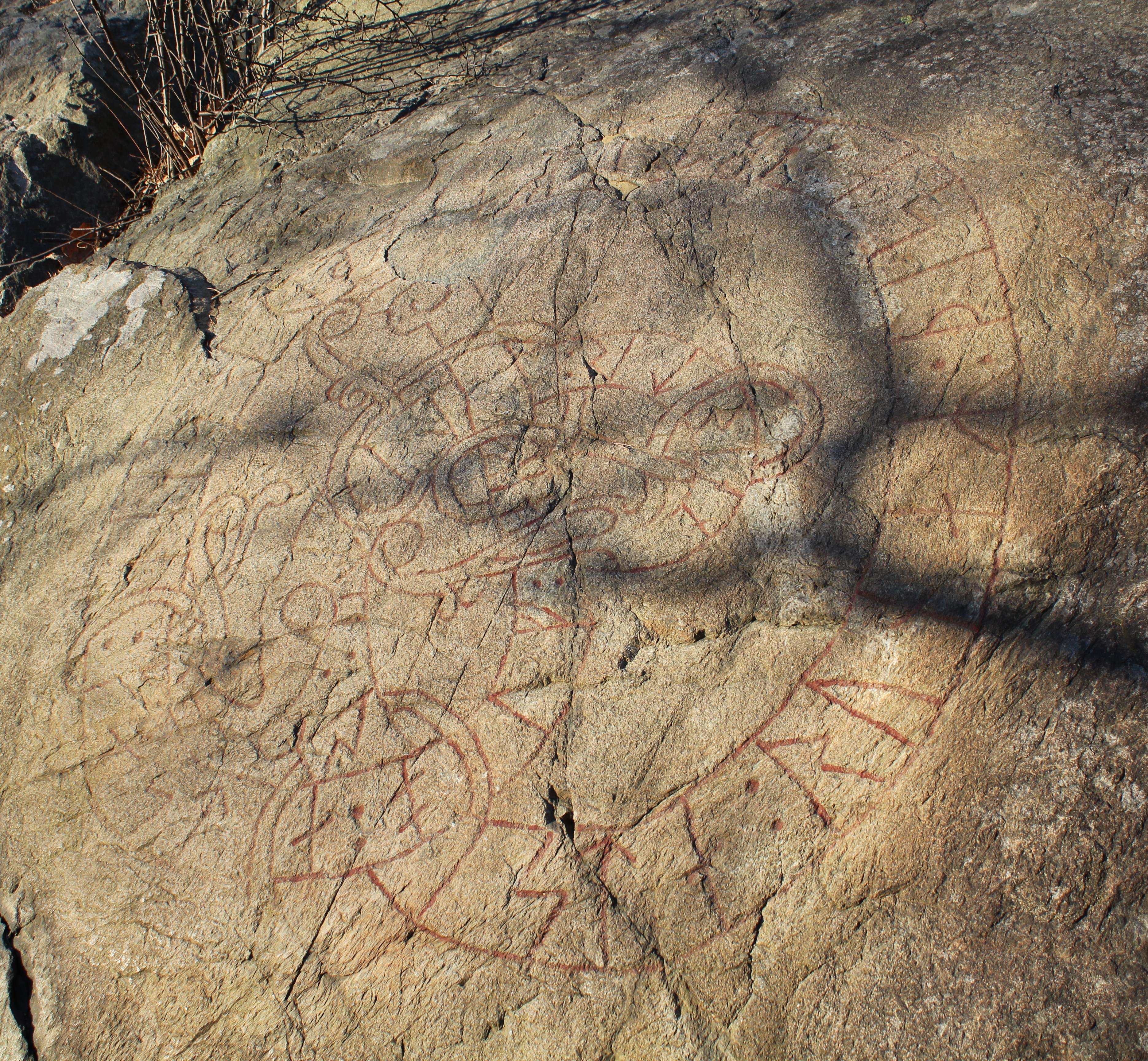
Runristningen, Riksbyhällen, på berghällen, U59, har ett enklare utförande.
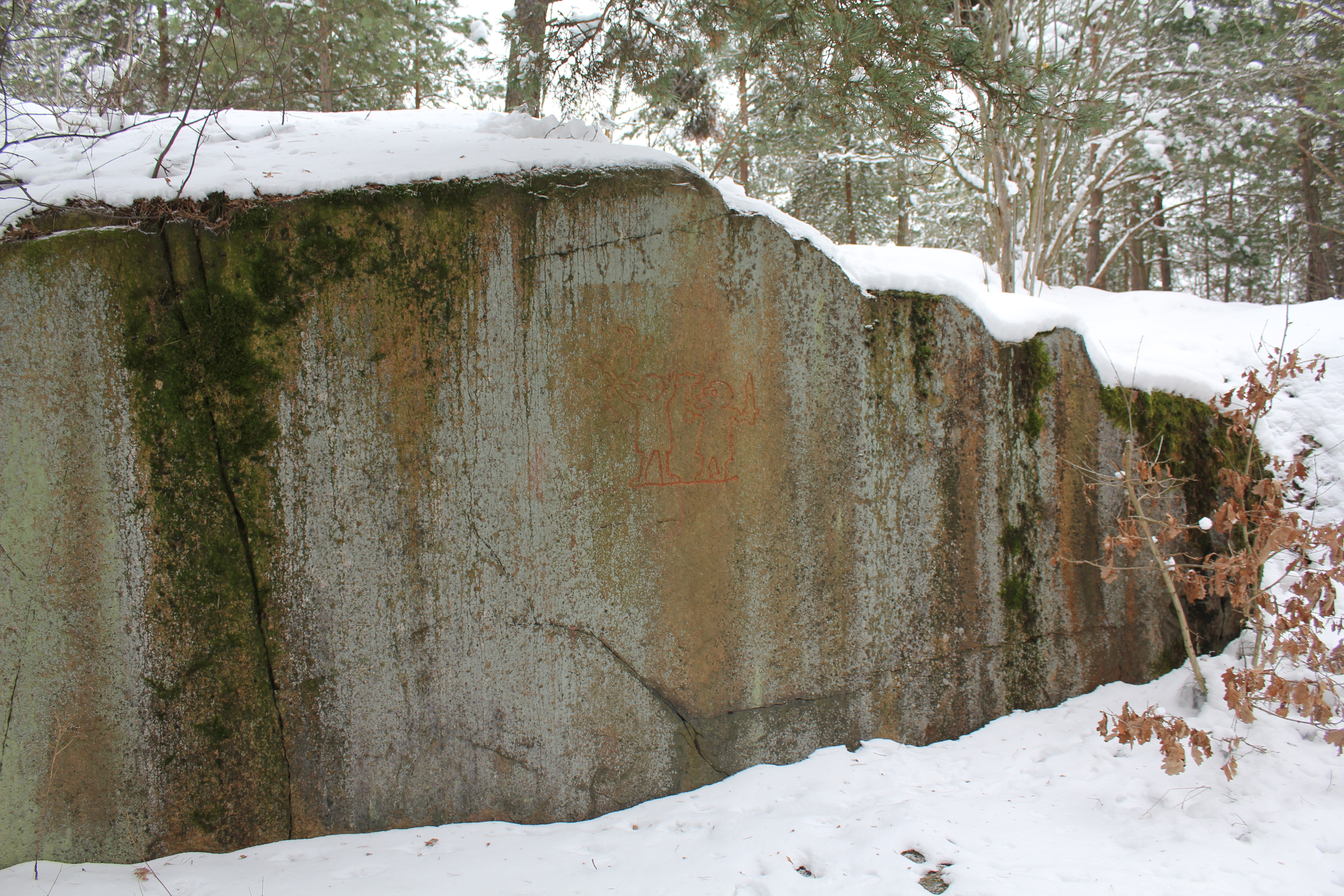
Bildristningen på den lodräta klippan nära Riksby gamla gravfält.
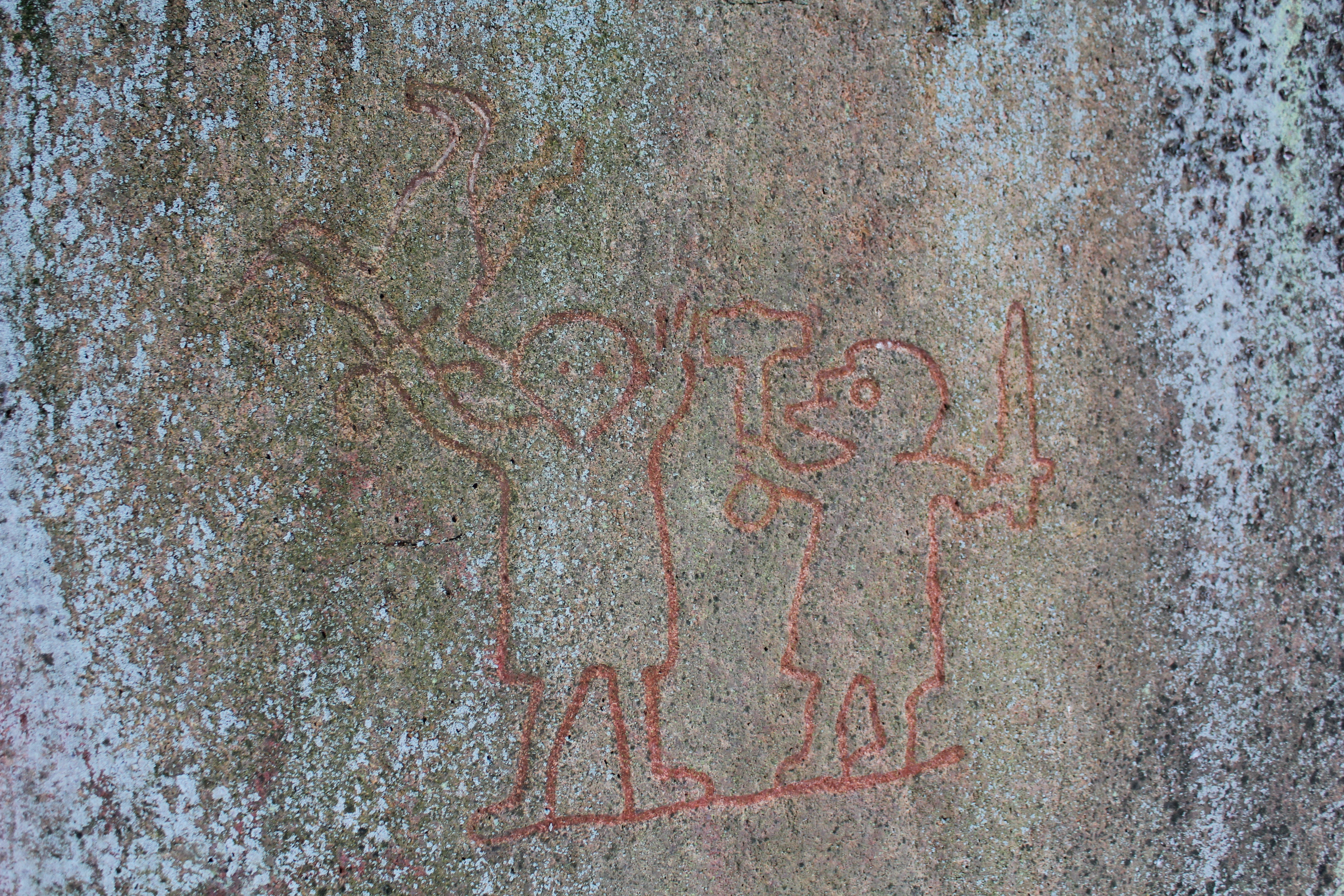
Bildristningen, Riksbyristningen, föreställer gudarna Oden och Tor.

## Bebyggelse
I Riksby finns det två tunnelbanestationer, Abrahamsberg och Brommaplan. Inom stadsdelen Riksby ligger Bromma flygfält, som öppnades för trafik 1936. Bostadsbebyggelsen som ligger norr om tunnelbanan planlades 1940 och byggdes under krisåren. Husen präglas av då rådande materialbrist, bland annat saknas balkonger. Bostadsbebyggelsen är centrerad kring Brommaplan och Drottningholmsvägen, de flesta husen är uppförda 1938–1943. En del vägar har fått "latinska växtnamn" i koloniområdet närmast flygplatsen. Inom stadsdelen har vägarna i övrigt fått namn efter en namngrupp som kallats "textilslöjd".

### Brommaplan
Vid Drottningholmsvägen nära Brommaplan byggdes 1939 Brommas första mejeri. Först 1945 blev husen kring Brommaplan färdiga och tre år senare invigdes post- och apotekshuset. Under 1956 började man bygga en kyrka för Bromma baptistförsamling, Kyrkan vid Brommaplan. Kyrkobyggnaden vid Brommaplansrondellen på Drottningholmsvägen 400 blev klar 1957, arkitekt var Örjan Lüning. På området kring Brommaplan byggde man även ett stort hotell.

## Demografi
Den 31 december 2021 hade stadsdelen 4 270 invånare, varav 28,1 procent med utländsk bakgrund.